# Bohumír Krystyn
Bohumír Krystyn (26. listopadu 1919 Hlubočec – 21. srpna 2010 Krásné Pole) byl český malíř, grafik a keramik.

## Život a dílo
Studoval na škole uměleckých řemesel v Brně, kde jeho studium bylo roku 1944 přerušeno totálním nasazením. Od roku 1945 do roku 1955 studoval monumentální malbu u prof. Emila Františka Josefa Filly na Vysoké škole uměleckoprůmyslové v Praze. Jeho umělecká činnost byla zaměřena na monumentální dekorativní tvorbu, nástěnnou malbu, keramickou mozaiku a drobnou keramiku. Radu svých uměleckých děl vytvořil společně s manželkou Evou Krystynovou a spolupracoval také s keramikem Luborem Těhníkem a se sklářem Benjaminem Hejlkem. Byl členem ostravské i pražské pobočky Svazu československých výtvarných umělců. Podnikl řadu zahraničních studijních cest.
V Univerzitním muzeu VŠB – Technická univerzity Ostrava v Ostravě-Porubě lze zhlédnout tři díla od manželů Krystynových „Učíme se od přírody“, „Ze života mladých“ a „Mládí, život, příroda“.